# Джорокута
Джорокута (рум. Giorocuta) — село у повіті Сату-Маре в Румунії. Входить до складу комуни Супур.
Село розташоване на відстані 419 км на північний захід від Бухареста, 40 км на південь від Сату-Маре, 94 км на північний захід від Клуж-Напоки.

## Населення
За даними перепису населення 2002 року у селі проживали 826 осіб. Рідною мовою 824 особи (99,8%) назвали румунську.
Національний склад населення села:
| Національність | Кількість осіб | Відсоток |
| -------------- | -------------- | -------- |
| румуни         | 800            | 96,9%    |
| цигани         | 22             | 2,7%     |